# Бач (округ Дунайська Стреда)
Бач (словац. Báč, угор. Bacsfa) — село, громада в окрузі Дунайська Стреда, Трнавський край, Словаччина. Кадастрова площа громади — 3,92 км². Населення — 568 осіб (за оцінкою на 31 грудня 2017 р.).

## Історія
Перші згадки про село датуються 1205 та 1319 роками.

## Населення
| Рік:            | 1994. | 2004.   | 2014.   | 2024.   |
| --------------- | ----- | ------- | ------- | ------- |
| Кількість осіб: | 580   | 526     | 552     | 553     |
| Різниця:        |       | -9,31 % | +4,94 % | +0,18 % |

| Рік:            | 2023. | 2024.   |
| --------------- | ----- | ------- |
| Кількість осіб: | 552   | 553     |
| Різниця:        |       | +0,18 % |